# Мухаррам
Муха́ррам, или Махарре́м (араб. المُحَرَّم‎) — первый месяц мусульманского календаря. В доисламские времена месяц назывался «Мутамир» (араб. المُؤتَمِر‎). Один из четырёх запретных месяцев, о которых говорится в Коране:

Воистину, число месяцев у Аллаха – двенадцать. Так было записано в Писании в тот день, когда Аллах сотворил небеса и землю. Четыре месяца из них – запретные. Такова правая религия, и посему не поступайте в них несправедливо по отношению к себе. Сражайтесь с многобожниками всеми вместе (или все вместе), подобно тому, как они сражаются с вами всеми вместе (или все вместе). Знайте, что Аллах – с богобоязненными.

Оригинальный текст (ар.)إِنَّ عِدَّةَ الشُّهُورِ عِنْدَ اللَّهِ اثْنَا عَشَرَ شَهْرًا فِي كِتَابِ اللَّهِ يَوْمَ خَلَقَ السَّمَاوَاتِ وَالْأَرْضَ مِنْهَا أَرْبَعَةٌ حُرُمٌ ۚ ذَٰلِكَ الدِّينُ الْقَيِّمُ ۚ فَلَا تَظْلِمُوا فِيهِنَّ أَنْفُسَكُمْ ۚ وَقَاتِلُوا الْمُشْرِكِينَ كَافَّةً كَمَا يُقَاتِلُونَكُمْ كَافَّةً ۚ وَاعْلَمُوا أَنَّ اللَّهَ مَعَ الْمُتَّقِينَ—  9:36 (Кулиев)
Святость месяца была признана непосредственно со времен пророка Ибрахима (Авраама) и впоследствии признавалась даже мекканскими язычниками. В этот запретный месяц арабы-язычники, несмотря на свои частые племенные войны, считали недозволенным воевать. Мухаррам располагает также некоторыми другими особенностями, характерными для него:
- Пост в Мухаррам
- День Ашура
- Сохранение траура шиитов по случаю мучительной смерти имама Хусейна[4].

Согласно словам пророка Мухаммеда «после Рамадана лучшим для поста является месяц Аллаха Мухаррам». Пост в этот месяц не является обязательным, однако он награждается в большей степени, чем нафиль-пост.
На 10-й день месяца приходится праздник Ашура — для суннитов это день ниспослания Аллахом великой благодати десяти пророкам ислама. Для шиитов это день траура по убитому имаму Хусейну, который отмечается скорбью и публичными собраниями.

### 1 день
- Новый год по хиджре
- 360 г.х. — умер исламский богослов, хадисовед и правовед Абу Бакр аль-Аджурри[5].
- 687 г.х. — родился Орхан Гази, сын султана Османа I
- 1270 г.х. — Османская империя объявила войну России, которая известна как Крымская война
- 1318 г.х. — Османский султан Абдул-Хамид II издал указ о строительстве железной дороги в Хиджазе
- 1403 г.х. — умер египетский драматург, актёр и театральный деятель Юсеф Вахби
- 1425 г.х. — умер иракский историк, поэт и каллиграф Валид аль-Азами

### 10 день (Ашура)
В этот день произошли события, нашедшие также отражение и в других религиях, описываемые в Ветхом Завете.
- Родились Адам и Ибрахим (Авраам).
- Произошло покаяние Адама
- Завершился Всемирный потоп и ковчег пророка Нуха (Ноя) причалил к горе Джуди (Арарат)[7].
- Спасся брошенный в огонь пророк Ибрахим (Авраам)[7].
- В этот день состоится Конец света[4].
- Пророк Якуб (Иаков) после долгой разлуки встретился со своим сыном Юсуфом (Иосифом)[7].
- Аллах (Всевышний) спас пророка Мусу (Моисея) и сынов Израиля от войска египетского Фараона[7].
- 61 г.х. — трагическая смерть Хусейна ибн Али, внука пророка Мухаммада[7].

### 11 день
- День памяти погибших и пропавших без вести на войне в Иране

### 15 день
- 1297 г.х. — рождение Бахауддина Накшбанди

### 16 день
- Объявление Иерусалима (Кудса) первой киблой мусульман (мечеть Аль-Акса)[7]

### 17 день
- Войска эфиопа Абрахи подошли к Мекке[7]

### 18 день
- 419 г.х. — рождение шафиитского и ашаритского богослова Абуль-Маали аль-Джувайни

### 25 день
- 95 г.х. — мученичество четвёртого шиитского не только имам шиитов и суннитов тоже имама Зейна аль-Абидина